# Ctenotus australis
Espèce
Synonymes
- Tiliqua australis Gray, 1838
- Lygosoma lesueurii Duméril & Bibron, 1839
- Ctenotus lesueurii (Duméril & Bibron, 1839)

Ctenotus australis est une espèce de sauriens de la famille des Scincidae.

## Répartition
Cette espèce est endémique d'Australie-Occidentale en Australie.

## Publication originale
- Gray, 1839 "1838" : Catalogue of the slender-tongued saurians, with descriptions of many new genera and species. Annals and Magazine of Natural History, sér. 1, vol. 2, p. 287-293 (texte intégral).